# Vasile Toader

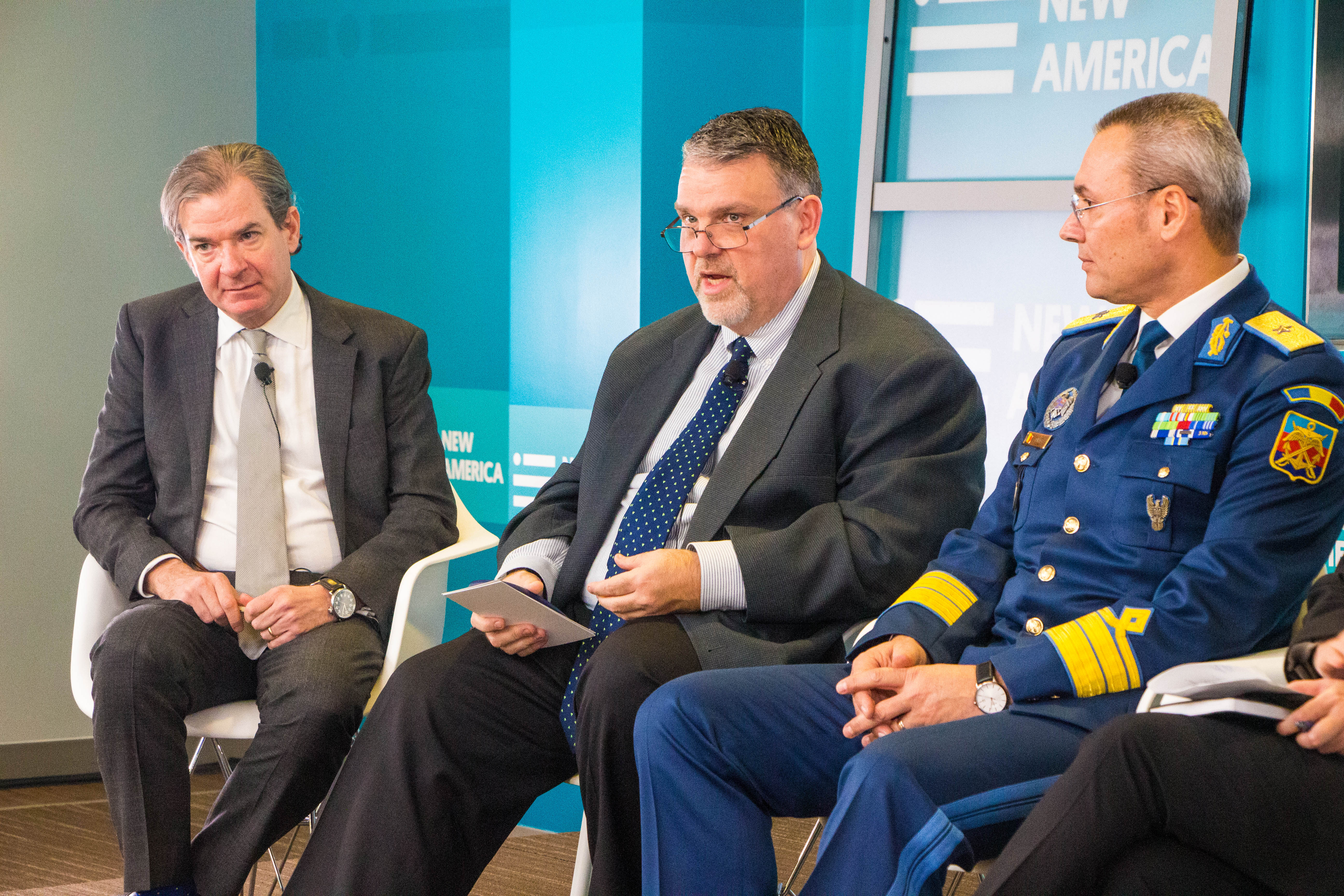
Vasile Toader (rechts) an einem Forum mit Peter Bergen (links) und Nicholas Rasmussen (Mitte)

Vasile Toader (* 16. November 1965 in Buzău, Rumänien) ist ein Luftflottillen General der rumänischen Streitkräfte. Seit November 2017 ist der General Vizedirektor für Operationen und Trainings im Generalstab des Verteidigungsministeriums von Rumänien.
Privat ist Toader verheiratet und hat zwei Kinder. Neben Rumänisch spricht der General auch Englisch und Französisch.